# Tibor Elekes

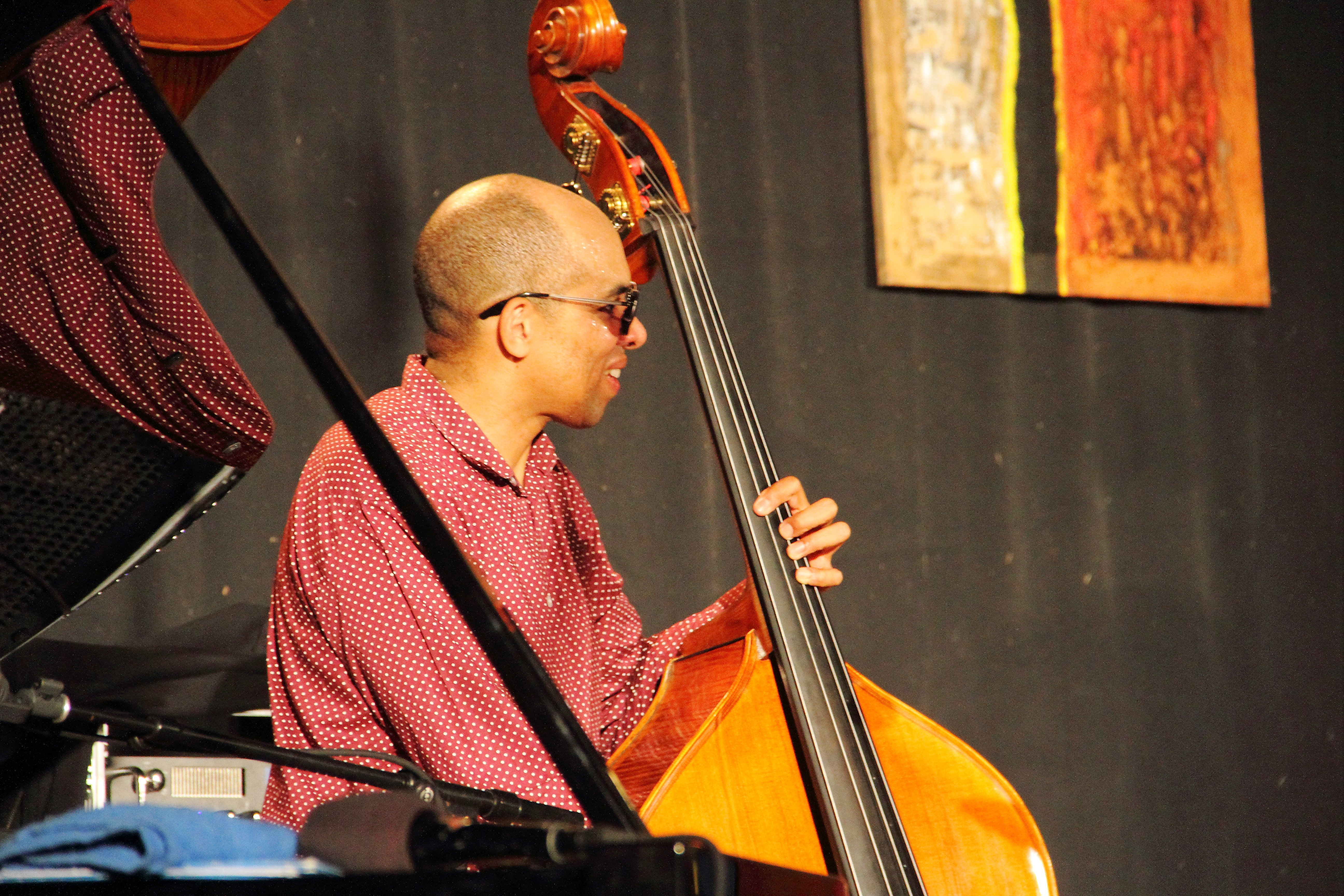
Tibor Elekes, 2017

Tibor Elekes (* 3. Mai 1960) ist ein schweizerisch-ungarischer Kontrabassist, der in Basel lebt und hauptsächlich im Bereich des zeitgenössischen Jazz tätig ist.
Elekes studierte von 1978 bis 1983 an der Swiss Jazz School, um dann seine klassischen Studien an der Franz-Liszt-Musikakademie Budapest fortzusetzen. Er arbeitete mit Musikern wie Freedie Hubbard, Al Foster, Clark Terry, Dino Saluzzi, Woody Shaw, Jeanne Lee, George Gruntz oder Doug Hammond und gehörte mit Alvin Queen zum Trio von Cedar Walton. Seit 1991 ist er Mitglied des Trios von Kirk Lightsey, das auch Sängerin Othella Davis und (2006) Ricky Ford begleitete. 1999 gründete er ein Quartett mit John Betsch und dem Cellisten Muneer B. Fennell. Mit Florian und Michael Arbenz bildete er die Gruppe new connexion, die auch mit Greg Osby tourte. Er ist auch als Musikpädagoge tätig.

## Diskographische Hinweise
- Tony Lakatos: Recycling mit Al Foster, Kirk Lightsey (Jazzline, 1996)
- Kirk Lightsey: Goodbye Mr. Evans mit Famoudou Don Moye (Evidence, 1997)
- Kirk Lightsey Trio: Live in Europe mit  Don Moye (T.E.M.P., 1998)
- new connexion, mit Greg Osby, Florian und Michael Arbenz (meta records, 2000)
- Level 4 mit Bennie Maupin, Kirk Lightsey, Florian Arbenz (meta records, 2001)
- Orchester St. Clara Werke von W.A. Mozart, J. Schnabel, Prätorius (T.E.M.P., 2004)
- Kirk Lightsey, Tibor Elekes, Famoudou Don Moye: Estate  (Itenera, 2006)
- Angyalom (mit Kálmán Oláh) (T.E.M.P.)